# Кубок Кіпру з футболу 2019—2020
Кубок Кіпру з футболу 2019–2020 — 78-й розіграш кубкового футбольного турніру на Кіпрі. Титул захищав АЕЛ. У зв'язку з Пандемією COVID-19 15 травня 2020 року Футбольна асоціація Кіпру вирішила припинити проведення турніру. Переможця визначено не було.

## Календар
| Раунд        | Дата                      | Матчі | Клуби   |
| ------------ | ------------------------- | ----- | ------- |
| Перший раунд | 30 жовтня - 4 грудня 2019 | 6     | 22 → 16 |
| 1/8 фіналу   | 8 січня - 5 лютого 2020   | 16    | 16 → 8  |
| 1/4 фіналу   | 6-26 лютого 2020          | 8     | 8 → 4   |
| 1/2 фіналу   |                           | 4     | 4 → 2   |
| Фінал        |                           | 1     | 2 → 1   |

## Перший раунд
| Команда 1            | Рахунок | Команда 2               |
| -------------------- | ------- | ----------------------- |
| 30 жовтня 2019       |         |                         |
| Онісілос (2)         | 1:5     | Етнікос (Ахна)          |
| Олімпіакос (Нікосія) | 5:3     | Ксілотімбу (2)          |
| 27 листопада 2018    |         |                         |
| Ая-Напа (2)          | 0:3     | Пафос                   |
| 4 грудня 2019        |         |                         |
| Отеллос (2)          | 2:3     | Енозіс Неон (Паралімні) |
| Аполлон              | 5:1     | Аріс (2)                |
| Акрітас (2)          | 0:7     | Докса                   |

## 1/8 фіналу
| Команда 1               | Заг. | Команда 2        | 1-й матч | 2-й матч |
| ----------------------- | ---- | ---------------- | -------- | -------- |
| 8/15 січня 2020         |      |                  |          |          |
| Алкі Орокліні (2)       | 2:7  | АЕЛ              | 1:5      | 1:2      |
| 8/22 січня 2020         |      |                  |          |          |
| АЕК (Ларнака)           | 4:0  | Карміотісса (2)  | 3:0      | 1:0      |
| Енозіс Неон (Паралімні) | 1:3  | Докса            | 0:2      | 1:1      |
| 15/22 січня 2020        |      |                  |          |          |
| Ерміс (2)               | 0:8  | Омонія (Нікосія) | 0:5      | 0:3      |
| 15/29 січня 2020        |      |                  |          |          |
| Пафос                   | 1:3  | Неа Саламіна     | 0:1      | 1:2      |
| Олімпіакос (Нікосія)    | 0:3  | Анортосіс        | 0:0      | 0:3      |
| 22/29 січня 2020        |      |                  |          |          |
| Аполлон                 | 3:1  | АПОЕЛ            | 1:0      | 2:1      |
| 29 січня/5 лютого 2020  |      |                  |          |          |
| Дігеніс Акрітас (2)     | 0:6  | Етнікос (Ахна)   | 0:3      | 0:3      |

## 1/4 фіналу
| Команда 1         | Заг.    | Команда 2      | 1-й матч | 2-й матч |
| ----------------- | ------- | -------------- | -------- | -------- |
| 6/19 лютого 2020  |         |                |          |          |
| Омонія (Нікосія)  | 5:2     | Докса          | 4:1      | 1:1      |
| 12/19 лютого 2020 |         |                |          |          |
| АЕЛ               | 1:1 (ч) | АЕК (Ларнака)  | 0:0      | 1:1      |
| 19/26 лютого 2020 |         |                |          |          |
| Анортосіс         | 3:1     | Неа Саламіна   | 1:1      | 2:0      |
| Аполлон           | 3:2     | Етнікос (Ахна) | 2:0      | 1:2 дч   |